# プロ野球脱税事件
プロ野球脱税事件（プロやきゅうだつぜいじけん）とは、1997年（平成9年）に発覚した、日本のプロ野球 (NPB) の多数の選手やコーチが関与した脱税事件。

## 概要
愛知県名古屋市の経営コンサルタントXと会社役員Yの2人が、新人選手に所得税の一部を免れるよう持ちかけ、税申告を引き受けた。そして、経営コンサルタント名義の偽の領収書で架空経費を計上したり、経営コンサルタントに架空の顧問料を支払ったことにして数百万円から数千万円の所得を隠した。この事件に関する捜査により、多くの選手がかつて所属した学校や社会人チームの監督などに、プロ入り時に受け取る契約金の中から多額の謝礼を支払う慣習の存在が明らかになった。
脱税行為そのものは、1994年（平成6年）前後に行われていたが、1997年末に事件の全容が明らかとなった。1998年（平成10年）2月6日までに起訴された全選手に対する判決が言い渡され、2月9日にコミッショナーから各選手の処分が発表された。
中には三輪隆の事例のように、脱税の報酬を支払うより普通に納税した方が割安に済んだケースまであった。
有罪判決が言い渡された山田洋は、プロ入り時に高校や社会人時代の監督、球団スカウトに対する謝礼金を支払ったことが脱税の直接の原因であると、事件の主導役であった会社役員（経営コンサルタントの方とも伝わる）の証言で明らかになった。このことから中日球団は、山田側から謝礼金を受け取ったとされる、法元英明を厳重戒告処分とした。
なお、この事件は野球関係のみならず、サッカーの平野孝も、この事件に関与していたことが明らかになっている。
出場停止期間中の選手を二軍の試合に出場させて調整を図った球団が多い中で、横浜ベイスターズは二軍も含めて試合に一切出場させず、練習への参加も厳禁とするなど厳罰措置を採った。

## 経緯
- 1997年2月：名古屋市の経営コンサルタントが、プロ野球の選手やコーチに所得税の一部を免れるように指南していた疑いがわかり、名古屋国税局が強制捜査を行った[1]。
- 1997年3月5日：福岡ダイエーホークスは、この経営コンサルタントに確定申告を依頼していた5選手を公表し修正申告を済ませたことを発表した[2]。
- 1997年11月18日：名古屋地方検察庁特別捜査部（名古屋地検特捜部）は、脱税額が1000万円を超える5球団・10選手を所得税法違反（脱税）の罪で在宅起訴した[3]。また5球団の9選手と西武コーチの大石知宜の計10名が所得隠しをしていた事が明らかになり追徴課税として重加算税を課せられた[4]。大石は後に球団から解雇された(1999年シーズンより西武に復帰)。
- 1997年12月26日：小久保裕紀、渡辺秀一（登録名：ヒデカズ）の初公判が名古屋地方裁判所で開かれ、小久保が渡辺を経営コンサルタントに紹介した見返りに100万円の報酬を受け取っていたことが判明[5]。同日に波留敏夫、万永貴司、川﨑義文の初公判も開かれ、波留が経営コンサルタントを万永と川﨑に紹介し200万円の仲介料を受け取っていたこと、川﨑が他球団の2選手を紹介し300万円の仲介料を受け取っていたことが判明[6]。
- 1998年1月12日：在宅起訴されていた小久保裕紀、渡辺秀一の判決公判[7]。
- 1998年1月14日：在宅起訴されていた波留敏夫、万永貴司、川崎義文の判決公判[8]。
- 1998年1月20日：在宅起訴されていた山田洋、鳥越裕介の判決公判[9]。
- 1998年1月23日：在宅起訴されていた北川哲也、宮本慎也の判決公判[10]。
- 1998年2月6日：在宅起訴されていた三輪隆の判決公判[11]。
- 1998年2月9日：コミッショナーとセ・パ両リーグ会長の会談が行われ、脱税に関与した19選手への処分が決定（下記参照）[12]。引退を表明していた小森哲也（元中日）とコーチを解任された大石知宜についてはコミッショナーによる処分はなし。

## 経営コンサルタントの男
経営コンサルタントの男(以下、男)は元々縫製会社を経営していたが、会社の倒産によって6億円の借金を負うこととなった。
男は縫製会社の倒産前から「中小企業相談協会」会長を自称し、暴力団から土地の売買や脱税関連の仕事を請け負っていた。そのような非合法・反社会的業務の手腕が口コミで広まり、男は中小企業への脱税の指南をメインのビジネスとするようになった。
男は同郷の大相撲力士に現金を渡して秦真司を紹介して貰う、ドラフト上位の若者に積極的にアプローチして接待により他の選手を紹介して貰うなどして、当時の現役プロ野球選手との人脈を着実に形成していった。
事件表面化当初、男は「女性関係や交通事故のトラブル処理を請け負う顧問契約を交わしていただけ。それが架空経費だと国に誤解されたのだ」と脱税への関与を否定した。また、事件が疑惑であった段階では「俺は選手を傷つけたくない」と自身と契約している選手の名前を公表しなかった。
男は公判では「脱税は選手の要望に応えただけ」と選手に責任を転嫁する供述を行い、接待目当てで選手達に金蔓としていいように使われた旨を主張した。しかし、野球以外でもサッカー・馬主・土地の売買での脱税が発覚し、計8回起訴され、最終的に懲役4年6ヶ月の実刑と罰金1億円の判決を受けている。

## コミッショナーによる処分選手
| 選手名     | 脱税額   | 刑罰                     | 刑罰    | コミッショナー処分 | コミッショナー処分 |
| 選手名     | 脱税額   | 自由刑                   | 罰金    | 出場停止           | 制裁金             |
| ---------- | -------- | ------------------------ | ------- | ------------------ | ------------------ |
| 北川哲也   | 1318万円 | 懲役10月 （執行猶予3年） | 350万円 | 4週間              | 70万円             |
| 宮本慎也   | 1248万円 | 懲役10月 （執行猶予3年） | 350万円 | 4週間              | 100万円            |
| 秦真司     | 644万円  | 不起訴                   | 不起訴  | 3週間              | 50万円             |
| 波留敏夫   | 1704万円 | 懲役10月 （執行猶予2年） | 450万円 | 6週間              | 200万円            |
| 万永貴司   | 1413万円 | 懲役10月 （執行猶予2年） | 350万円 | 4週間              | 70万円             |
| 川﨑義文   | 1279万円 | 懲役10月 （執行猶予2年） | 350万円 | 4週間              | 70万円             |
| 米正秀     | 937万円  | 不起訴                   | 不起訴  | 3週間              | 50万円             |
| 山田洋     | 1474万円 | 懲役10月 （執行猶予3年） | 450万円 | 5週間              | 70万円             |
| 鳥越裕介   | 1323万円 | 懲役10月 （執行猶予3年） | 400万円 | 4週間              | 100万円            |
| 種田仁     | 773万円  | 不起訴                   | 不起訴  | 3週間              | 50万円             |
| 遠藤政隆   | 669万円  | 不起訴                   | 不起訴  | 3週間              | 50万円             |
| 佐藤秀樹   | 611万円  | 不起訴                   | 不起訴  | 3週間              | 50万円             |
| 川尻哲郎   | 846万円  | 不起訴                   | 不起訴  | 3週間              | 50万円             |
| 三輪隆     | 2048万円 | 懲役1年 （執行猶予3年）  | 500万円 | 7週間              | 200万円            |
| 小久保裕紀 | 2833万円 | 懲役1年 （執行猶予2年）  | 700万円 | 8週間              | 400万円            |
| ヒデカズ   | 2235万円 | 懲役1年 （執行猶予2年）  | 550万円 | 7週間              | 200万円            |
| 斉藤貢     | 1068万円 | 不起訴                   | 不起訴  | 3週間              | 50万円             |
| 本間満     | 847万円  | 不起訴                   | 不起訴  | 3週間              | 50万円             |
| 藤井将雄   | 824万円  | 不起訴                   | 不起訴  | 3週間              | 50万円             |

- 出場停止期間は1998年シーズンの開幕日から[注 1]。